# Eduard Imhof

Eduard Imhof (1922)

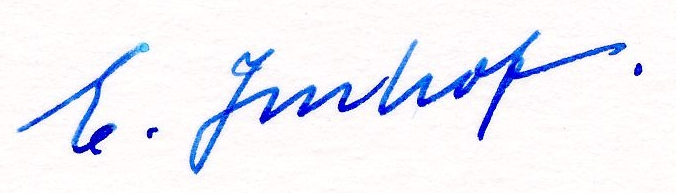
Eduard Imhofs Unterschrift

Eduard Imhof (* 25. Januar 1895 in Schiers; † 27. April 1986 in Erlenbach ZH) war ein Schweizer Kartograf.

## Leben
Er war Gründer des Institutes für Kartografie an der Eidgenössischen Technischen Hochschule Zürich, welches er von 1925 bis 1965 leitete. Von 1960 bis 1978 leitete er die Arbeitsgruppe zur Erstellung des Atlas der Schweiz. Das Institut für Kartografie ist somit das weltweit älteste kartografische Hochschulinstitut überhaupt. Eduard Imhofs Schulkarten und Atlanten (u. a. der Schweizerische Mittelschulatlas) wurden weit über die Hochschule hinaus bekannt. Bekanntheit erlangte Imhof auch durch seine sehr exakt gearbeiteten Reliefmodelle. Insbesondere sind hier die Reliefmodelle der Alpengipfel Bietschhorn (1939) und Gross Windgällen (1938) zu nennen.
Imhof wurde auch durch seine Expedition nach China im Jahre 1930 mit Arnold Heim und Paul Nabholz bekannt, als er mit der Expeditionsgruppe den Berg Minya Konka vermass. Nicht 10.000 Meter, wie Gerüchte angaben, sondern nur 7590 Meter über Meer, so lautete das Resultat der Vermessung. Damit war der Mount Everest weiterhin der höchste Berg der Welt. Im Jahr 1954 bestieg er den Ararat. 1958 ernannte ihn der Schweizer Alpen-Club SAC zum Ehrenmitglied.
1961 bis 1978 war er Chefredakteur des Atlas der Schweiz. Die erste Auflage erschien 1978.
Er war erster Präsident der Internationalen Kartographischen Vereinigung.
Im Jahre 1995 jährte sich sein Geburtstag zum 100. Male. Das war ein Anlass, durch Ausstellungen an ihn und sein Werk zu erinnern, unter anderem in Zürich, Bern, Bad Ragaz, Barcelona, Karlsruhe und Berlin. Die letzte Ausstellung in diesem Zusammenhang fand im Sommer 1997 in der Graphischen Sammlung der ETH statt. Dort konnten besonders viele der Karten und Bilder im Original gezeigt werden. Im Anschluss an diese Ausstellung wurden Imhofs Original-Werke der ETH-Bibliothek Zürich von der Familie als Legat übergeben.

Eduard Imhof am Schreibtisch in seinem Heim in Erlenbach ZH

## Ehrungen
1949 wurde er Ehrendoktor der Universität Zürich. 1968 wurde er zum Mitglied der Deutschen Akademie der Naturforscher Leopoldina gewählt.
Eduard Imhof war Bürger der Gemeinde Fahrni bei Thun. Die Einwohnergemeinde Fahrni errichtete in den Jahren 1999/2000 auf dem höchsten Punkt der Gemeinde (915 m ü. M.) in schönster Aussichtslage eine Gedenkstätte zu Ehren ihres berühmten Bürgers. Von hier aus geniesst man eine unvergleichliche Rundsicht von den Alpen über das Mittelland bis zu den Jurahöhen.
1997 wurde ihm zu Ehren der Tiefseeberg Imhof Knoll im Südlichen Ozean vor der Küste Antarktikas benannt.

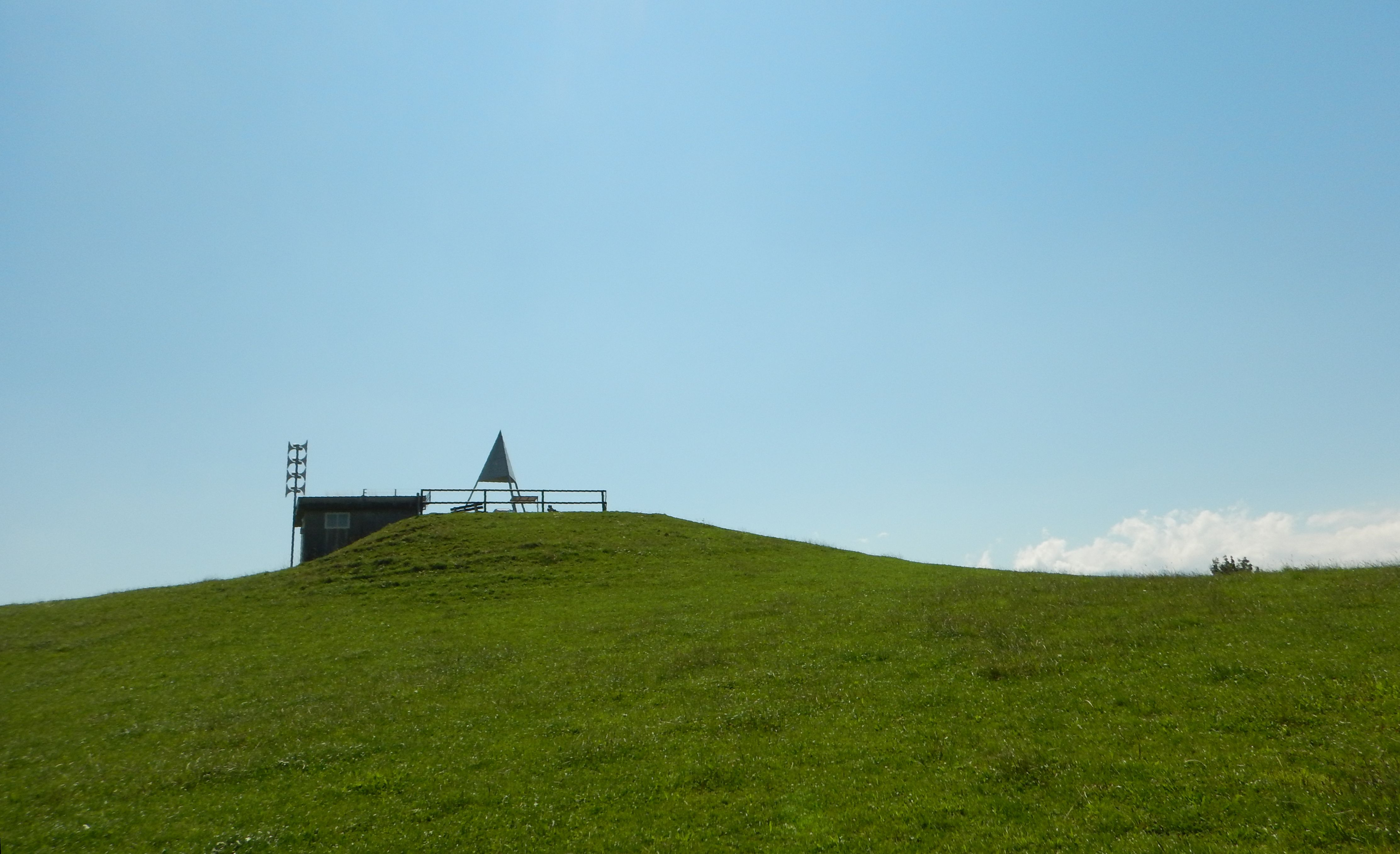
Ansicht der Gedenkstätte von Norden.
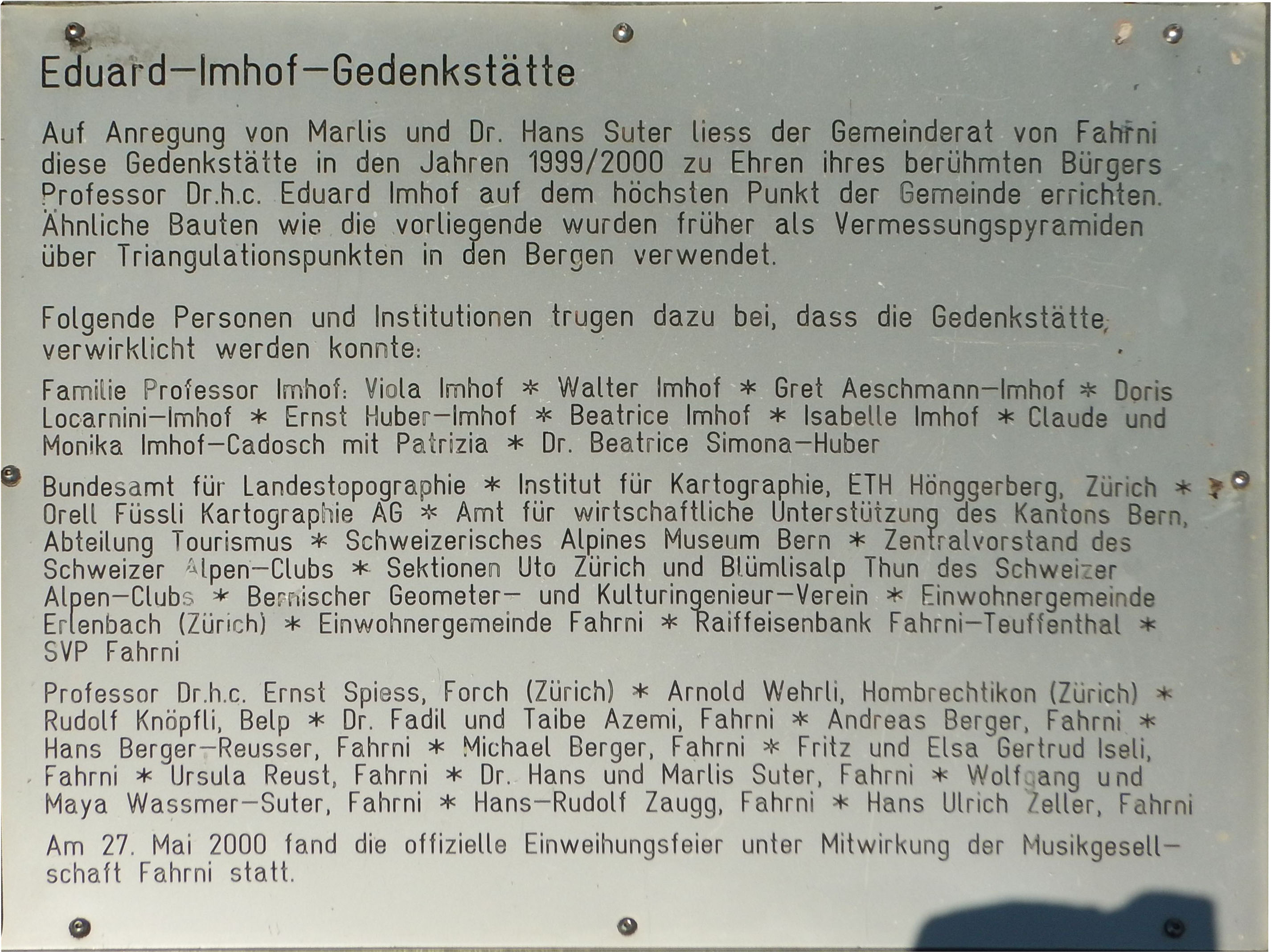
Gedenktafel mit Beschreibung der Stätte.

## Werke

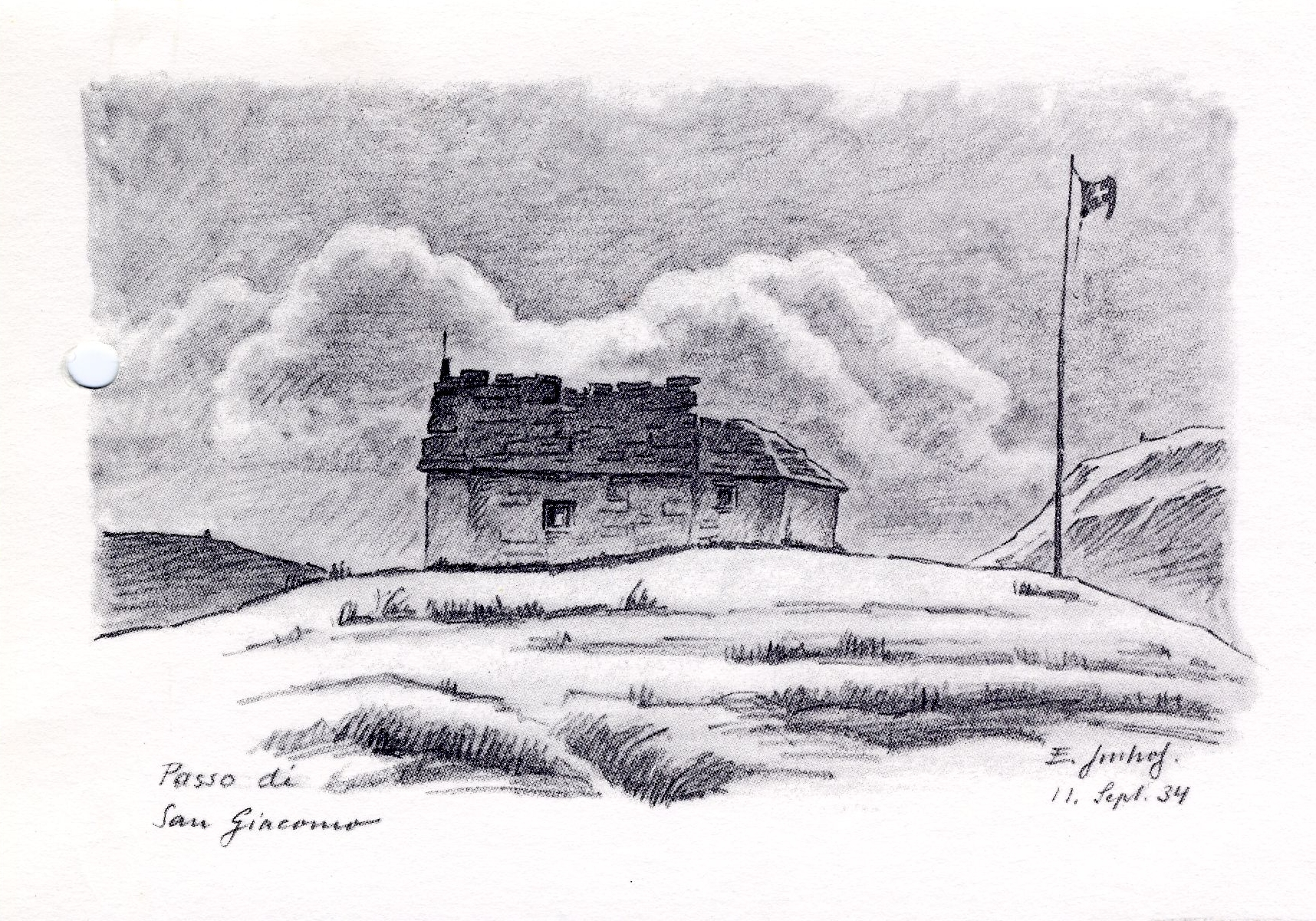
Zeichnung Imhofs vom Passo di San Giacomo (11. September 1934)

- Rundsicht vom Gipfel des Säntis (1929), Revision des Panoramas von Albert Heim (1871)
- Gelände und Karte (1950)
- Kartographische Geländedarstellung (1965)
- Unbekannte Türkei. Wo Ost und West sich begegnen (1970)
- Lehrbuch der Allgemeinen Geographie, Band 10, Thematische Kartographie (1972)  ISBN 3-11-002122-6
- Die Großen Kalten Berge von Szetschuan (1974)
- Bildhauer der Berge. Ein Bericht über alpine Gebirgsmodelle (1981)